# Maurice Busset
Maurice Busset, né à Clermont-Ferrand le 6 décembre 1879 où il est mort le 30 avril 1936, est un peintre et xylographe français. Il est aussi pendant la Première Guerre mondiale adjudant, aviateur et peintre militaire officiel.

## Biographie
Maurice Busset voit le jour le 6 décembre 1879 à Clermont-Ferrand, place de la Poterne, où ses parents Gilbert Busset (1845-1887) et Anaïs Pailloux (1856-1918) sont limonadiers.
Durant sa jeunesse, il fait des séjours réguliers et de longues sorties en plein air dans la région de Saint-Bonnet-près-Orcival, où il s'imprègne des paysages comme de la culture et des savoir-faire des campagnards qui vont l'inspirer dans ses œuvres. Il y réalisera ses premiers croquis et aquarelles consignés dans un « carnet de jeunesse ». Ses sujets préférés sont les montagnes et les paysans de son Auvergne natale. Il peint également des scènes de genre, de coutumes, de danse (bourrées) et de fêtes.
Après des études au lycée de Clermont-Ferrand, il entre à la Préfecture au service de l’agent voyer, mais abandonne cette voie et entre à l’école des Beaux-Arts de Clermont-Ferrand en 1896.
Maurice Busset effectue son service militaire au 105e régiment de Riom entre 1900 et 1901. Durant ces dix mois, il réalise un carnet de croquis dans lequel il relate la vie du régiment et des soldats. En mai 1901, il est caporal au peloton des Dispensés. En  août 1904, à l'issue de ces 28 jours, aux environs de Riom, il obtient le diplôme d'officier de réserve. De cet épisode, il réalise une série de dessins retraçant la vie quotidienne des civils et des militaires. Ces documents originaux proviennent du fonds d'atelier de l'artiste acquis en vente aux enchères et conservés dans les collections iconographiques de la bibliothèque du patrimoine de Clermont Auvergne Métropole.
En 1915, il s'engage dans l'aviation. Il sera adjudant, rattaché au Ministère de la Guerre, direction de l'aéronautique militaire, section artistique et des archives de l'aéronautique. On lui doit une série de toiles majeures sur le thème de l'aviation militaire et des albums illustrés de planches gravées sur Paris et En avion. En 1915-1916, il sera sergent mécanicien d'avion rattaché au 1er groupe d'aviation. Sous-officier au 10e régiment d'infanterie dans la campagne en Alsace-Lorraine, Maurice Busset prend part à la bataille du bois d'Ailly, forêt d'Apremont aux environs de Saint-Mihiel (Meuse), par laquelle il dessinera l'enterrement des trois poilus d'Auvergne.

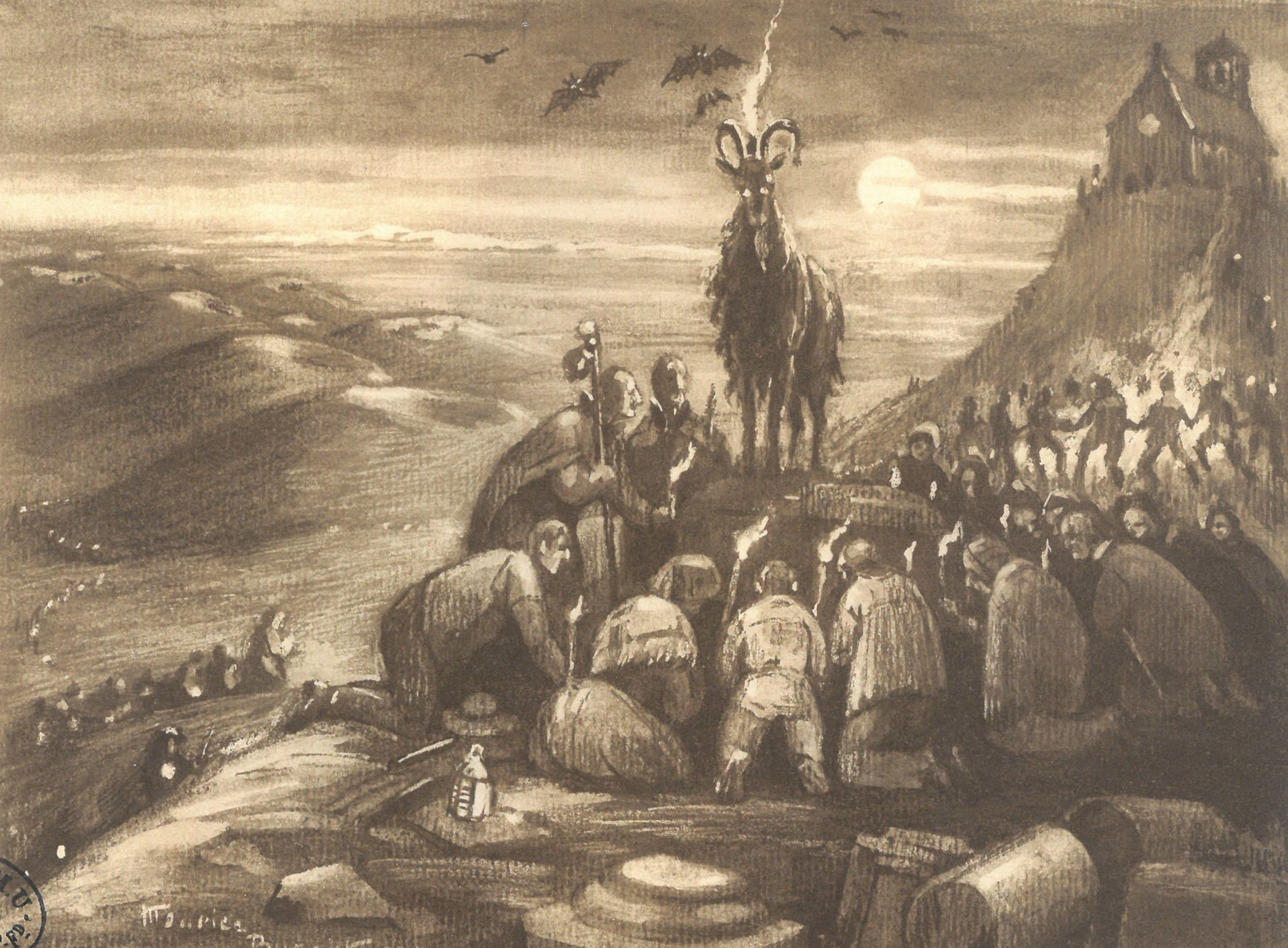
Reproduction du Sabbat des sorciers sur le puy-de-dôme [sic], planche 79 du livre de Georges Desdevises du Dézert, Les monts d'Auvergne et le peintre Maurice Busset.

Dans les années 1920, il est professeur de dessin au Lycée Henri-IV à Paris.
Directeur de l'École des Beaux-Arts de Clermont-Ferrand et conservateur-adjoint du musée Bargoin de Clermont-Ferrand, on lui doit des gravures et des peintures de paysages auvergnats qu'il présente au Salon d'automne, au Salon des indépendants et à la Société nationale des beaux-arts ainsi que des scènes de guerre.
Il est inhumé le 3 mai 1936 au cimetière des Carmes de Clermont-Ferrand (allée 63, no 678).
Il est également connu pour avoir défendu parmi les premiers, en 1933, l'idée que les sites de Chanturgue et des Côtes de Clermont, au nord de la ville de Clermont-Ferrand, correspondaient à la véritable localisation de la bataille de Gergovie, thèse notamment soutenue après lui par Paul Eychart mais rejetée par la majorité des historiens et archéologues et contredite par les dernières recherches sur le site de Merdogne-Gergovie, au sud de la ville. Il publie la même année un ouvrage intitulé Gergovia, capitale des Gaules et l'oppidum du plateau des Côtes.
Une rue du centre-ville de Clermont-Ferrand porte son nom.

## Publications
- Paris Bombardé : deux eaux fortes originales, treize bois gravés en couleurs exécutés pendant le bombardement de Paris, janvier-juillet 1918, Paris, Ed. Blondel la Rougery, 1921 (lire en ligne)
- Nos Escadrilles pendant le Grande Guerre, Paris, 1920, 20 planches gravées (lire en ligne)
- En avion, vols et combats : estampes et récits de la Grande Guerre, 1914-1918, Paris, Delagrave, 1919 (lire en ligne)
- Au pied des Puys : images des pays d'Auvergne, Paris, édition des Images de Paris, 1922 (lire en ligne)
- Le Vieux Pays d'Auvergne. Recueil des costumes, des types et des coutumes de Haute et Basse-Auvergne. Notés et dessinés en l'an 1923, Clermont-Ferrand, Impr. G. Mont-Louis, 1924, 67 p.
- La technique moderne du bois gravé et les procédés anciens des xylographes du XVIe siècle et des maîtres graveurs japonais, recueillis et mis à la portée des artistes et des amateurs, Paris, Delagrave, 1925, 172 p. (lire en ligne)Réédité en 1927 et 1929

- La technique moderne du tableau et les procédés secrets des grands coloristes des XVe, XVIe et XVIIe siècles, Paris, Delagrave, 1929
- « Maroc et Auvergne », L'Auvergne littéraire, artistique et historique, no 45,‎ 1945

- Gergovia, capitale des Gaules et l'oppidum du plateau des Côtes, Paris, Librairie Delagrave, 1933, 148 p.

### En tant qu'illustrateur
- J. Théron, Vieux airs d'Auvergne, thèmes de bourrées, rondes, chants populaires, recueillis et harmonisés, Clermont-Ferrand, C. Perretière, 1914
- Jean Bouchary, Images d'Auvergne, Paris, édition de la 'Revue de l'Univers', 1923, 76 p.
- Jean Bouchary, Gens d'Auvergne. Contes, suivis de la littérature auvergnate. Critique, Paris, éditions de la 'Revue de l'Univers', 1924, 16 p.
- Georges Desdevises du Dezert, Les Monts d'Auvergne et le peintre Maurice Busset, ouvrage... illustré de nombreux croquis dans le texte et de cent héliogravures reproduisant l’œuvre de l'artiste, Aurillac, Edition U. S. H. A., 1931, 70 p. (lire en ligne)

### En tant qu'affichiste
- Ville de Clermont-Ferrand. 18-21 Mai 1907. XXIIIe Fête fédérale de l'Union des Sociétés de Gymnastique de France, 1907[9].
- Kursaal de Royat : Samedi 19 juillet 1913 à 8h1/2 : Soirée d'art régionaliste organisée par la Veillée d'Auvergne, 1913[10].
- Du 1er au 8 juillet 1923 Semaine auvergnate de Clermont-Ferrand. Tricentenaire de Blaise Pascal : Foire exposition régionale, 1923[11].

## Œuvres dans les collections publiques
Les œuvres de Maurice Busset sont conservées dans plusieurs institutions publiques :
- Clermont-Ferrand :
  - Musée d'Art Roger-Quilliot
    - 6 tableaux[13]

  - Bibliothèque du Patrimoine de Clermont Auvergne Métropole
    - Affiches[14]
    - Carnets de croquis[15],[16]
    - Portfolios

|                 |
| Recueil de 1920 |

|                 |
| Recueil de 1919 |

|                 |
| Recueil de 1921 |

- Le Bourget :
  - Musée de l'Air et de l'Espace :
    - Portfolio[17]
- Paris :
  - Bibliothèque historique de la Ville de Paris
    - 13 gravures sur bois en couleurs : [Paris bombardé], 1918[18]

  - Musée des Invalides[19]
    - 10 tableaux[13]

  - Musée du Luxembourg
    - La traite en montagne (1920)[13]
    - Berger de Chaudefour (1925)[13]

  - Musée Carnavalet
    - Bombardement de Paris en 1918. incendie rue de Rivoli, 12 avril 1918[20]
    - La sirène de Notre-Dame et les projecteurs sur Paris en 1918, vue prise d'une des tours de Notre-Dame[21].

## Expositions
- Maurice Busset, témoin sensible de son temps, rétrospective, du 8 décembre 2003 au 3 janvier 2004, cour d'honneur René-Cassin, hôtel du département, Clermont-Ferrand.